# Chivalry and Sorcery
Chivalry and Sorcery è un gioco di ruolo fantasy pubblicato per la prima volta nel 1977 dalla Fantasy Games Unlimited. Il suo approccio al fantasy si distingue per essere solidamente ancorato al Medioevo storico, incluso il sistema magico liberamente basato sulle credenze dell'epoca. La terza edizione venne pubblicata dalla Highlander Games. La sua ultima incarnazione, Chivalry and Sorcery: The Rebirth, è pubblicata dalla Brittannia Game Designs. Chivalry & Sorcery venne creato originariamente da Edward E. Simbalist e Wilf K. Backhaus.

## Ambientazione
L'Ambientazione ufficiale è il mondo di Tannoh, che comunque non viene dettagliato in modo approfondito in alcun supplemento, dato che il sistema incoraggia i master a usare una propria ambientazione personalizzata. In ogni caso Chivalry and Sorcery è pensato per funzionare in un mondo a basso tasso di magia, simile alla reale Europa medievale. Enfatizza il ruolo della nobiltà e del rango familiare, relegando il sovrannaturale a ruoli arcani e mitici.

## Storia
La prima incarnazione di Chivalry and Sorcery fu una versione avanzata di Dungeons & Dragons chiamata Chevalier focalizzata su un'ambientazione low fantasy realistica medievale, autopubblicata da Ed Simbalist e Wilf Backhaus. Il manuale, dalla copertina arancio e una rilegatura anelli, venne rifiutato da Gary Gygax dopo un incontro con gli autori alla Gen Con 1976. Comunque Scott Bizar della Fantasy Games Unlimited, acquistò il libro immediatamente.
Nel 1977 venne pubblicata la prima edizione. Nel corso dell'anno il libro venne significativamente riscritto, convertendosi tra l'altro a un sistema di gioco proprietario. Inoltre Scott Bizar richiese di cambiare il nome in Chivalry & Sorcery, poiché riteneva che pochi sapessero cos'era uno Chevalier.
Nel 1983 venne pubblicata la seconda edizione (principalmente un aggiornamento dell'originale), sempre dalla Fantasy Games Unlimited.
Nel 1996 venne pubblicata la terza edizione, stavolta da parte della Highlander Games. Pur mantenendo l'atmosfera low fantasy realistica che permea il sistema, la terza edizione deviò molto dal regolamento precedente. Invece di un complesso sistema di avanzamento di livelli e abilità tutto venne unificato in una meccanica chiamata Skillscape, basata su un sistema percentuale. Il successo o fallimento veniva determinato dal lancio di un d100, accompagnato da lancio di un d10 detto "dado critico". Il d100 determina il successo o il fallimento, mentre il dado critico determina il grado di successo o quello di fallimento. Questa meccanica venne applicata a praticamente ogni elemento del gioco, rendendolo significativamente più giocabile. Oltre a Simbalist e Bakhaus, anche GW Thompson della Highlander Games viene indicato tra i contributori primari di questa edizione.
Nel 1999 venne pubblicato Chivalry & Sorcery Light, una versione semplificata e ridotta all'osso della terza edizione, disponibile a un costo inferiore.
Nel 2000 venne pubblicata dalla Brittania Game Designs l'edizione più recente del gioco: Chivalry & Sorcery: The Rebirth,  che migliora e modifica alcune delle regole della terza edizione e reintroduce alcune delle regole della prima e seconda edizione omesse nella terza edizione (adattate al sistema Skillscape).
In seguito venne pubblicato anche Chivalry & Sorcery Essence, un sistema di poche pagine non correlato a quello standard del gioco, ma che ne voleva mantenere lo spirito.

## Pubblicazioni

### Regole base
- Chivalry & Sorcery original Red Book. 1977
- Edward E. Simbalist. Chivalry & Sorcery Sourcebook, 2ª edizione. Fantasy Games Unlimited, 1983
- Chivalry & Sorcery 3rd Ed.. 1997
- Chivalry & Sorcery Light. 1999
- Chivalry & Sorcery 4th Ed. Deluxe. 2000
- Chivalry & Sorcery 4th Ed. Core Rules. 2000
- Chivalry & Sorcery 4th Ed. Magick & Miracles. 2000
- Chivalry & Sorcery 4th Ed. Gamemaster's Companion. 2000
- Chivalry & Sorcery 2nd Red Book Ed. 2009 (phoenix)
- Chivalry & Sorcery 3rd Red Book Ed. 2011 (chimera)
- Chivalry & Sorcery 4th Red Book Ed. 2012 (gorgon)
- Chivalry & Sorcery 5th Red Book Ed. 2013 (manticore)
- Chivalry & Sorcery 6th Red Book Ed. 2014 (hydra)
- Chivalry & Sorcery 7th Red Book Ed. 2016 (minotaur)

### Supplementi di regole
- Prima edizione
  - Castle Plans. 1977
  - Edward E. Simbalist; Wilf K. Backhaus. Chivalry & Sorcery Sourcebook. Fantasy Games Unlimited, 1978
  - Edward E. Simbalist; Wes Ives. Swords & Sorcerers. Fantasy Games Unlimited, 1978
  - Jan Vrapcenak; Edward E. Simbalist; Terry Cheesman. Bireme & Galley. Fantasy Games Unlimited, 1978
  - Wes Ives. Destrier. Fantasy Games Unlimited, 1978
  - Fortification Plans. 1978
  - Edward E. Simbalist; Phillip McGregor; Wes Ives. Chivalry & Sorcery Sourcebook 2. Fantasy Games Unlimited, 1981
- Seconda edizione
  - Edward E. Simbalist; Wilf K. Backhaus. Chivalry & Sorcery Sourcebook. Fantasy Games Unlimited, 1983
  - Chivalry & Sorcery Sourcebook 2. 1983
- Terza edizione
  - Game Master's Handbook. 1997
  - Edward E. Simbalist; Stephen Cornine; G. W. Thompson. Creatures Bestiary. Highlander Designs, 1998
  - Chivalry & Sorcery Gamemaster's Shield. 1998
- Quarta edizione
  - Knights' Companion. 1999
  - Edward E. Simbalist; Nigel Clarke. Armourers' Companion. Brittannia Game Designs Ltd, 1999
  - Dwarves' Companion. 2000
  - Elves' Companion. 2000
  - The Book of Items, Vol 1. 2002
  - Kory Kaese; Allison Kaese; Jason Valenzuela. The Book of Vocations, Spells & Skills Volume One. Mystic Station Designs, 2002
  - Kory Kaese; Allison Kaese; David A. Steele. The Book of Vocations, Spells & Skills Volume Two. Mystic Station Designs, 2002
  - The Book of Vocations, Spells & Skills Volume Three. Mystic Station Designs, 2004
  - Kory Kaese; Allison Kaese; Rob A. Martin II; et al. Game Master's Toolkit Volume one for Chivalry & Sorcery . Mystic Station Designs, 2002
  - Kory Kaese; Allison Kaese; William F. Steele; et al. Game Master's Toolkit volume 2 for Chivalry & Sorcery. Mystic Station Designs, 2003
  - C&S Player's Pack. 2004

### Supplementi
- Prima edizione
  - Edward E. Simbalist; Wes IvesSaurians. Fantasy Games Unlimited, 1979
  - Arden. 1979
- Terza edizione
  - The Dragon Reaches of Marakush. 1998
  - G. W. Thompson. Magical Devices. 1997
  - Steve A. Turner. Anderia. Brittannia Game Designs Ltd, 1998

### Avventure
- Seconda edizione
  - The Dragon Lord. 1984
  - J. Andrew Keith. The Songsmith . Fantasy Games Unlimited, 1984
- Terza edizione
  - Allison Kaese; Kory Kaese. Stormwatch . Highlander Designs, 1997
- Quarta edizione
  - Where Heroes Fear to Tread. 1999
  - Under the Castle Gates. 2000
  - Marakush Treachery. 2002